# Deinonychosauria
De Deinonychosauria behoren tot Eumaniraptora, een onderverdeling van de Maniraptora, een groep uit de Theropoda, vleesetende dinosauriërs.
Een infraorde Deinonychosauria werd voor het eerst benoemd door Edwin Harris Colbert in 1969.
De klade is in 1997 voor het eerst gedefinieerd door Padian als de groep bestaande uit alle Maniraptora die nauwer verwant zijn aan Deinonychus dan aan de Aves. In 1999 wijzigde Padian de formulering door Neornithes in plaats van Aves te gebruiken.
Paul Sereno gaf in 1998 een afwijkende definitie als nodusklade: de groep bestaande uit de laatste gemeenschappelijke voorouder van Troodon en Velociraptor en al zijn afstammelingen.
In de jaren negentig had men nog een vrij simplistisch beeld van de verwantschappen binnen de Eumaniraptora. Beide onderzoekers gingen ervan uit dat Dromaeosauridae en Troodontidae elkaars zustergroepen waren met uitsluiting van de vogels. Recenter onderzoek toonde echter aan dat vogels zeer wel nauwer verwant aan Deinonychus zouden kunnen zijn dan aan de troodontiden — of omgekeerd. Daar de vogels afstammen van een groep die men losjes met "dromaeosauriërs" kan aanduiden en die in morfologie erg op Deinychosaurus leek, is het erg onduidelijk welke vormen nu wel of niet tot de Deinonychosauria behoorden en wanneer de groep zich precies heeft afgesplitst. Dit zou voor de definitie van Padian kunnen betekenen dat Deinonychosauria een synoniem wordt van Dromaeosauridae en voor de definitie van Sereno dat het begrip samenvalt met Eumaniraptora. Sereno gaf daarom in 2005 een nieuwe definitie: de groep bevattende Troodon formosus en Velociraptor mongoliensis en alle soorten nauwer verwant aan Velociraptor en Troodon dan aan Ornithomimus edmontonicus of de huismus Passer domesticus. Deze definitie garandeert dat het hele begrip inhoudsloos wordt mochten de vogels of van de Dromaeosauridae of van de Troodontidae de zustergroep vormen en de naam onbruikbaar wordt in plaats van een ongewilde inhoud te krijgen.
Alle leden van de groep — mocht zij bestaan — waren vermoedelijk warmbloedig, bevederd en droegen een vergrote teenklauw. Ze hebben vele zeer vogelachtige kenmerken en het is mogelijk dat ze alle afstammen van een vliegende voorouder.